# St Andrew’s Church (Rugby)

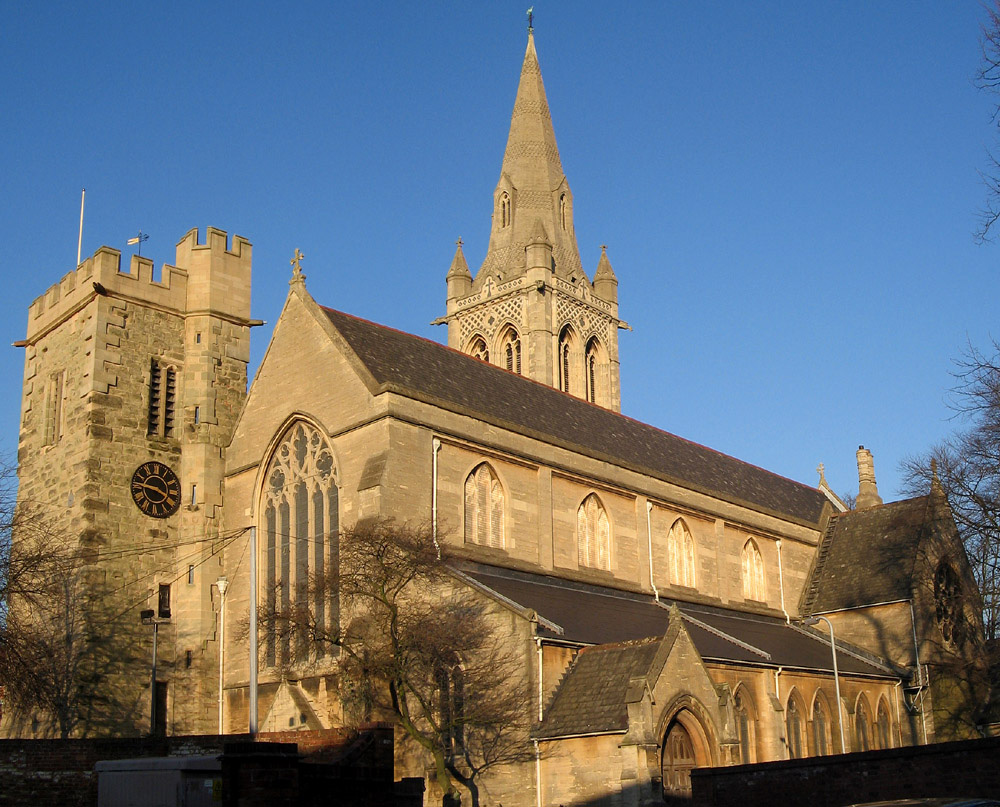
St Andrew’s Church, Rugby

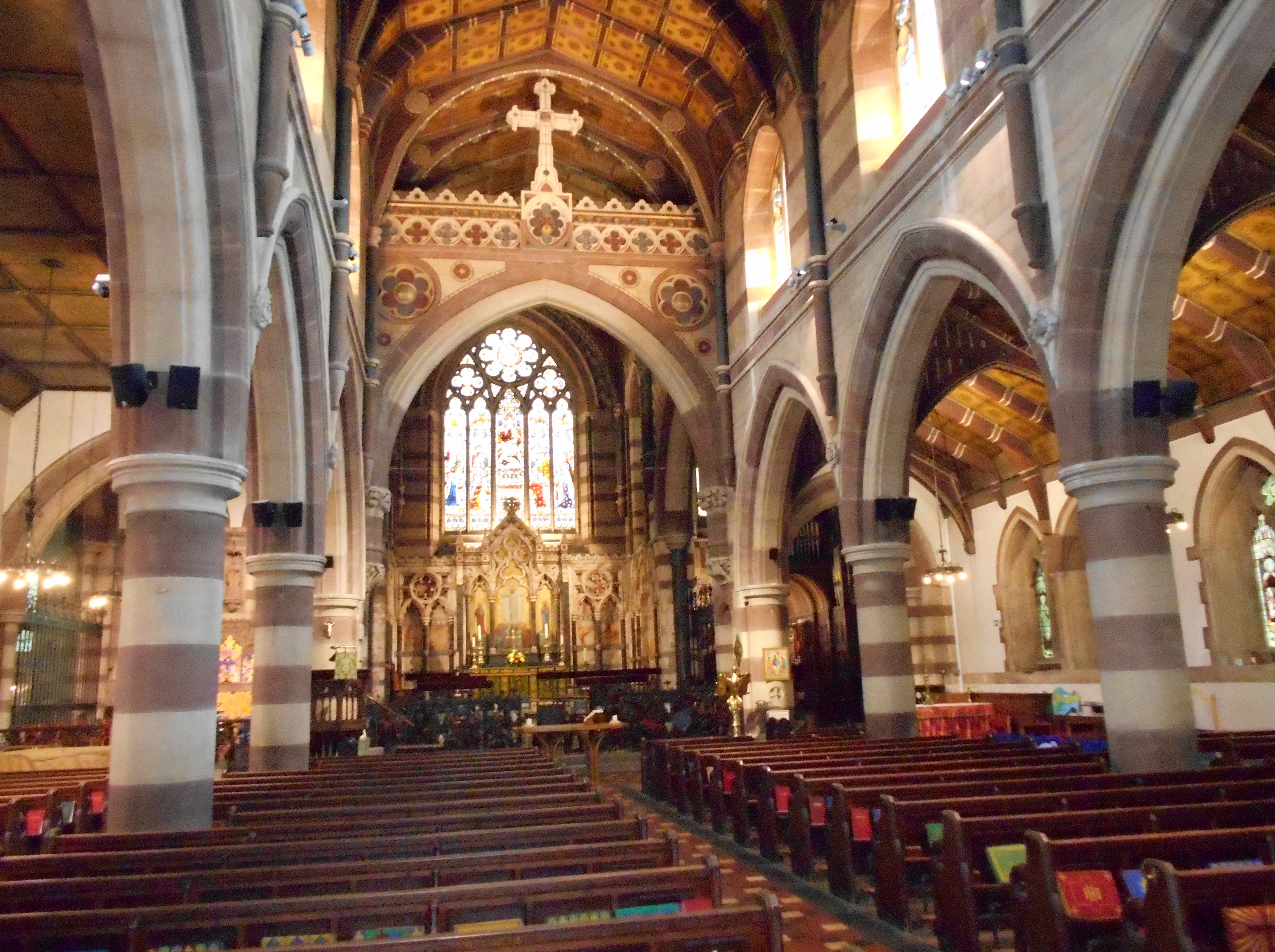
Langhaus und Chor

Die der Church of England zugehörige St Andrew’s Church in der mittelenglischen Stadt Rugby in der Grafschaft (county) Warwickshire ist eine Pfarrkirche unter dem Patrozinium des Apostels Andreas; sie ist als Grade-II*-Bauwerk eingestuft und gehört zum Major Churches Network.

## Lage
Die Stadt Rugby liegt ca. 15 km östlich der Großstadt Coventry in einer Höhe von etwa 115 m; die Hauptstadt London befindet sich ca. 130 km (Fahrtstrecke) südöstlich. Die St Andrew’s Church liegt im Stadtzentrum.

## Geschichte
Eine Vorgängerkapelle existierte bereits als Rugby im Jahr 1221 zur Pfarrei (parish) erhoben wurde. Von der Erweiterung der Kirche in der ersten Hälfte des 13. Jahrhunderts sind nur noch der Glockenturm (bell tower) und das unmittelbar anschließende nördliche Seitenschiff (north aisle) erhalten. In der Zeit um 1800 wurde die Kirche zweimal vergrößert. Im vierten Quartal des 19. Jahrhunderts wurde der Neubau der baufällig gewordenen Kirche beschlossen. Als Architekt wählte man William Butterfield, der sich in der neugotischen Architektur einen Namen gemacht hatte; sein  Nachfolger wurde Ewan Christian, der im Jahr 1895 den Spitzhelm des insgesamt ca. 55 m hohen neuen Kirchturms fertigstellen konnte.

## Architektur
Ungewöhnlich sind die beiden Glockentürme der Kirche: Der alte Turm ist aus wehrtechnischen Gründen oben mit einem Zinnenkranz umgeben; der neue Turm hat einen von vier Ecktürmchen (pinnacles) umgebenen und nahezu geschlossenen Spitzhelm. Das Innere der Kirche ist dreischiffig, basilikal und vierjochig; auf der Nordseite schließt das alte Seitenschiff an; alle Bauteile sind mit Holzdecken versehen. Langhaus und Chor sind durch Triumphbögen optisch voneinander getrennt.

## Ausstattung
Nur das Taufbecken und eine vierrädrige Kirchentruhe sind alt; ansonsten stammen nahezu alle Teile der Ausstattung aus dem 19. und frühen 20. Jahrhundert.